# Tygrys szablozębny (film)
Tygrys szablozębny (Sabretooth) – amerykański film grozy z 2002 roku.

## Opis fabuły
Naukowcom, zajmującym się badaniami nad procesem klonowania, udaje się odtworzyć wymarłego tygrysa szablozębnego. Niestety, podczas transportu, ciężarówka przewożąca zwierzę ulega wypadkowi na leśnej, górskiej drodze i tygrys ucieka.
Odpowiedzialna za projekt Catherine Viciy (Vanessa Angel), wynajmuje myśliwego Boba (David Keith), by schwytał drapieżnika żywcem. Tymczasem zwierzę zaczyna zabijać i zjadać napotkanych po drodze ludzi.

## Obsada
- Vanessa Angel – Catherine Viciy
- David Keith – Robert Thatcher
- Jenna Gering – Casey Ballenger
- Josh Holloway – Trent Parks
- John Rhys-Davies – Anthony Bricklin
- Lahmard Tate – Leon Tingle
- Nicole Tubiola – Lola Rodriguez
- Phillip Glasser – Jason Kimble